# Broadhempston
Broadhempston är en ort och civil parish i Storbritannien.   Den ligger i grevskapet Devon och riksdelen England, i den södra delen av landet, 280 km väster om huvudstaden London. Broadhempston ligger 42 meter över havet och antalet invånare är 641.
Terrängen runt Broadhempston är platt åt sydost, men åt nordväst är den kuperad. Runt Broadhempston är det ganska tätbefolkat, med 111 invånare per kvadratkilometer. Närmaste större samhälle är Torquay, 12,6 km öster om Broadhempston. Trakten runt Broadhempston består i huvudsak av gräsmarker.